# Rogavčina
Rogavčina (en serbio cirílico : Рогавчина) es un pueblo de Serbia, situado en el municipio de Aleksandrovac, en el distrito de Rasina. En el censo de 2011 contaba con 118 habitantes.

## Demografía
| 1948 | 1953 | 1961 | 1971 | 1981 | 1991 | 2002 | 2011 |
| ---- | ---- | ---- | ---- | ---- | ---- | ---- | ---- |
| 951  | 831  | 1091 | 829  | 687  | 410  | 214  | 118  |